# Franz Benda
Franz Benda, född 1709 och död 7 mars 1786, var en böhmisk kompositör och violinist, bror till Georg Benda.
Benda anställdes 1733 i den preussiske kronprinsen Fredriks kapell. 1771 utnämndes han till kunglig konsertmästare. 
Han var kompositör av triosonater, violinsonater, violinkonserter och symfonier. 
Benda, som tillhörde Berlinskolan, vars främste representant var Carl Philipp Emanuel Bach, var dessutom känd som en betydande musikpedagog.

## Verk
- 17 symfonier
- 26 violinkonserter
- 2 flöjtkonserter
- 167 sonater för violin och basso continuo
- 7 sonater för flöjt och basso continuo
- 3 sonater för oboe och basso continuo
- 2 sonater för fagott och basso continuo
- 3 sonater för flöjt och klaver
- 10 triosonater
- 31 duetter för två violiner
- 110 capriccion för soloviolin
- 3 oden
- 1 harpsonat
- 1 dragonmarsch
- 1 stycke för mekaniskt ur